# Гирнык, Павел Николаевич
Па́вел Никола́евич Гирны́к (укр. Павло Миколайович Гірник; род. 1956) — советский и украинский поэт, переводчик.

## Биография
Родился 30 апреля 1956 года в Хмельницком в семье поэта Н. А. Гирныка (1923—1981). Мать Тамара Дмитриевна (1926—1989) — этнограф. В 1973 году окончил среднюю школу № 3 в Хмельницком. В 1973—1974 годах учился на филологическом факультете педагогического института в Каменце-Подольском. После первого курса перевёлся на филологический факультет Киевского педагогического института, который окончил в 1977 году. Также окончил Высшие литературные курсы в Москве (учился в 1987—1989 годах).
Работал учителем украинского языка и литературы в сельских школах Винницкой (село Непедивка Казатинского района) и Хмельницкой областей (село Берегели Красиловского района), заведующим литературно-драматической частью Хмельницкого театра кукол.
Член СПУ с 1984 года. Впоследствии вышел из него, в 1996 году вступил в Ассоциацию украинских писателей. В 1990—1991 годах — один из трёх сопредседателей Хмельницкой областной организации Народного руха Украины. Председатель Хмельницкого областного отделения Ассоциации писателей Украины. В 1997—1998 годах был председателем Хмельницкой областной организации Всеукраинского общества «Просвита». В марте 2006 года был кандидатом в народные депутаты Украины от УНА (Украинской национальной ассамблеи) — № 54 в списке.
Ныне живёт в небольшом городе Деражня — районном центре Хмельницкой области.

## Творчество
Поэтические сборники
- «Спрага» (1983)
- «Летіли гуси» (1986)
- «Се я, причинний» (1994)
- «Китайка» (1994)
- «Вибране» (1996)
- «Брате мій, вовче» (2000)
- «По війні» (2000)
- «Коник на снігу» (2003)
- «Смальта» (2006)
- «Посвітається» (2008).

Для постановки в кукольном театре перевёл на украинский язык произведения С. Я. Маршака «Кошкин дом», «Теремок». Также переводил произведения Д. С. Самойлова.
В 1985 году в московском издательстве «Молодая гвардия» в переводе на русский язык вышел сборник Гирныка «Пахота».

## Награды и премии
- Национальная премия Украины имени Тараса Шевченко (2 марта 2009) — за книгу стихов «Рассветет»
- премия имени А. С. Малышко
- премия имени П. М. Усенко
- премия имени П. Г. Тычины